# Bahnhof Bad Honnef (Rhein)
Der Bahnhof Bad Honnef (Rhein) ist eine Haltestelle an der rechten Rheinstrecke in Bad Honnef, einer Stadt im nordrhein-westfälischen Rhein-Sieg-Kreis in Deutschland.
Er wurde am 11. Juli 1870 im Zuge der Verlängerung der rechtsrheinischen Eisenbahnstrecke von Neuwied bis Oberkassel als Bahnhof unter dem Namen Honnef (Rhein) eröffnet. Bei Inbetriebnahme des elektronischen Stellwerks auf der rechten Rheinstrecke wurde der Bahnhof im August 2014 in einen Haltepunkt mit Ausweichanschlussstelle umgewandelt. Er wird von DB Station&Service in der Preisklasse 5 geführt.
Der Bahnhof Bad Honnef wird von der Regional-Express-Linie RE 8 und der Regionalbahn-Linie RB 27 in Richtung Köln und Koblenz bedient.

## Lage
Die heutige Haltestelle liegt am westlichen Rand von Bad Honnef zwischen der Lohfelder Straße (Kreisstraße 28) im Westen sowie der August-Lepper-Straße und der parallelen Bundesstraße 42 im Osten, nahe dem Rhein-Altarm vor der Insel Grafenwerth.
Südlich grenzen Gewerbeflächen an, nördlich das als Anschlussstelle der B 42 dienende Brückenbauwerk Honnefer Kreuz, das die Haltestelle für Fahrgäste erschließt. An und unterhalb der Brücke befindet sich ein Park-and-Ride-Parkplatz.
Die Haltestelle besitzt nur einen durch eine Unterführung mit Treppen vom Empfangsgebäude an der August-Lepper-Straße erreichbaren Mittelbahnsteig. Das Empfangsgebäude ist zweigeschossig, mit eingeschossigem Trakt zur Unterführung.

## Geschichte
Das ursprüngliche Empfangsgebäude war wie einige der benachbarten Stationen in klassizistischen Formen gehalten, der Eingang von einer breiten Freitreppe eingefasst. Es gab einen Haus- und einen Außenbahnsteig mit ebenerdiger Gleisquerung. Während ihrer Besuche in Honnef zwischen 1892 und 1906 wurden die schwedische Königin Sophie und ihr Gatte Oskar am Bahnhof empfangen. Zu diesem Zweck war eigens ein Fürstenzimmer eingerichtet worden. 1901 wurde ein Stellwerksgebäude am Bahnhof errichtet. Gegenüber dem Bahnhof wurde 1902 ein Bahnhofshotel (1959 abgebrochen) erbaut. 1922 wurde die Bahnsteigsperre in einen neu geschaffenen Durchgang verlegt und an ihrem bisherigen Standort der Gepäckaufbewahrungsraum vergrößert. 1937 entstand der heutige Mittelbahnsteig mitsamt Bahnsteigunterführung und südlichem Anbau an das Empfangsgebäude, wobei auch eine Verlegung des bergseitigen Gleises erforderlich war. Gegen Ende des Zweiten Weltkriegs erlitt der Bahnhof erhebliche Beschädigungen durch Artilleriebeschuss.

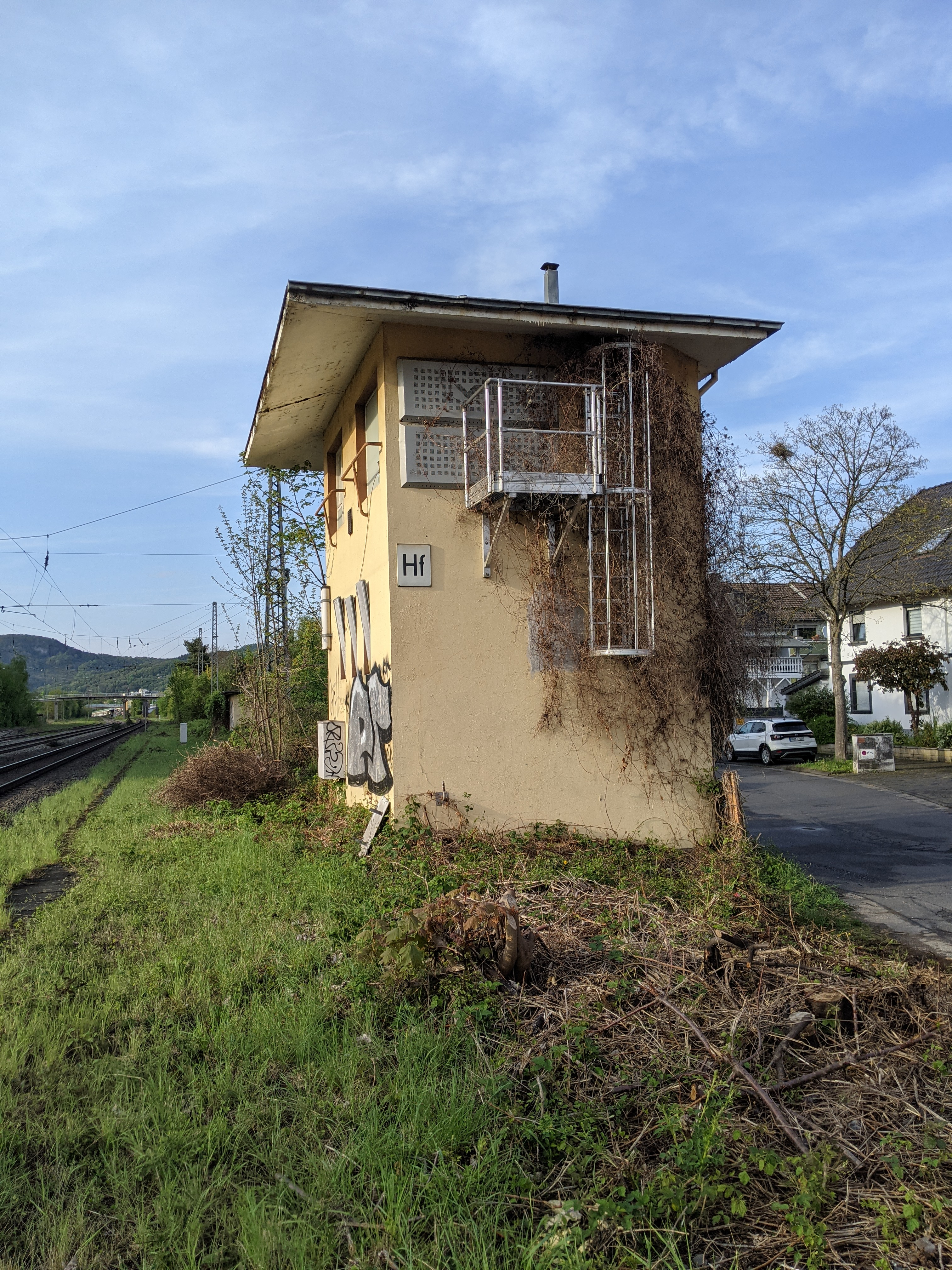
Ehemaliges Stellwerk

1952 wurde eine 80 Meter lange Bahnsteigüberdachung errichtet, 1957 das Stellwerk in ein kleineres Gebäude südlich des Bahnhofs verlegt. Im Zusammenhang mit dem Neubau der nahegelegenen Bundesstraße 42 und der zugehörigen Anschlussstelle Honnefer Kreuz wurde 1960 der Bahnhofsvorplatz höher gelegt, sodass die bisherige Freitreppe am Eingang wegfiel und der südliche Anbau der damaligen Bahnsteigsperre auf ein höheres Niveau gebracht werden musste. Im Sommer 1960 wurden am Bahnhof für die Elektrifizierung der Bahnstrecke (1960–62) Leitungsmasten aufgestellt. Von Herbst 1963 bis Ende 1965 wurde das Empfangsgebäude nach Plänen des Hochbaudezernats der Bundesbahndirektion Köln umfassend umgebaut und modernisiert, wobei es seinen klassizistischen Stil verlor. Da Honnef bereits 1960 den amtlichen Beinamen Bad erhalten hatte, wurde der Bahnhof 1964/65 in Bad Honnef (Rhein) umbenannt. Der Honnefer Güterbahnhof, der sich auf der Westseite der Bahnstrecke an der damaligen Eisenbahnstraße (heute Lohfelder Straße) befand, wurde um 1975 geschlossen und anschließend abgerissen.
1999 schloss die Deutsche Bahn den Fahrkartenschalter, dessen Betrieb zunächst von einer Agentur weitergeführt und später komplett aufgegeben wurde. Um 2000 frequentierten täglich 1500 Fahrgäste den Bahnhof. Seit einigen Jahren dient das Bahnhofsgebäude, das nicht mehr über eine Bahnhofsgaststätte verfügt, als Zentrale eines Personenbeförderungsunternehmens. 2011 verkaufte die Deutsche Bahn es an das Unternehmen. Der Bahnhofsvorplatz wurde 2011/12 in zwei Bauabschnitten unter Beseitigung des bisherigen Kopfsteinpflasters ausgebaut und dabei mit einer barrierefreien Bushaltestelle ausgestattet.
Anfang der 2010er-Jahre wurden Anstrengungen unternommen, den Bahnhof aufzuwerten und ein Kiosk mit Fahrkartenverkauf für den Regionalverkehr und Postannahmestelle eröffnet. 2023 wurde die Vorplanung für die Verlegung des Bahnhofsstandorts um etwa 500 Meter in Richtung Norden an die Endhaltestelle der Stadtbahn (Siebengebirgsbahn) abgeschlossen. Dort sollen zwei Außenbahnsteige entstehen, die über eine Brücke verbunden werden. Die Umsetzung ist für das Jahr 2026 vorgesehen, wenn im Rahmen der Generalsanierung die Strecke für fünf Monate gesperrt werden soll.

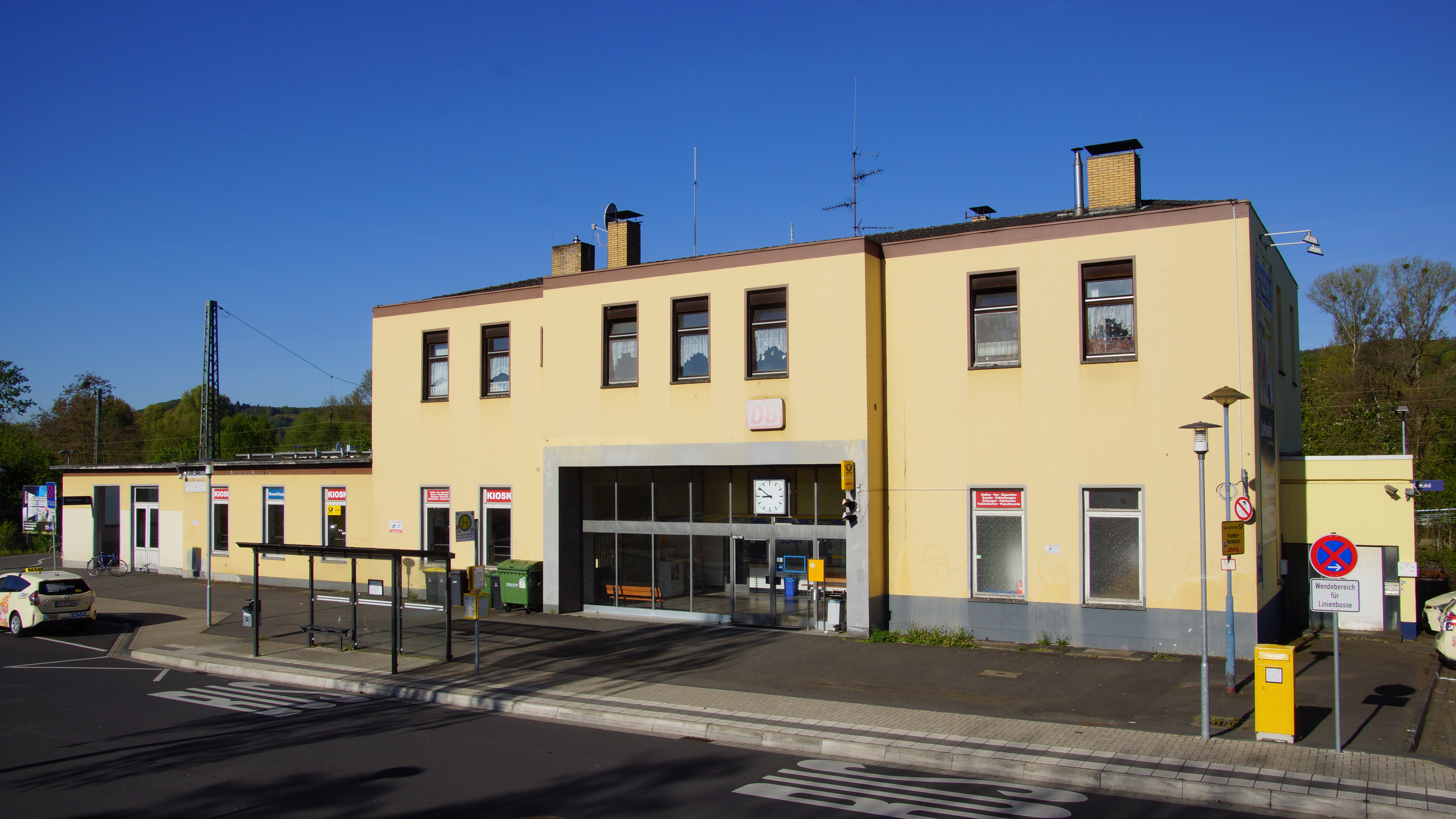
Empfangsgebäude, Frontseite (2016)
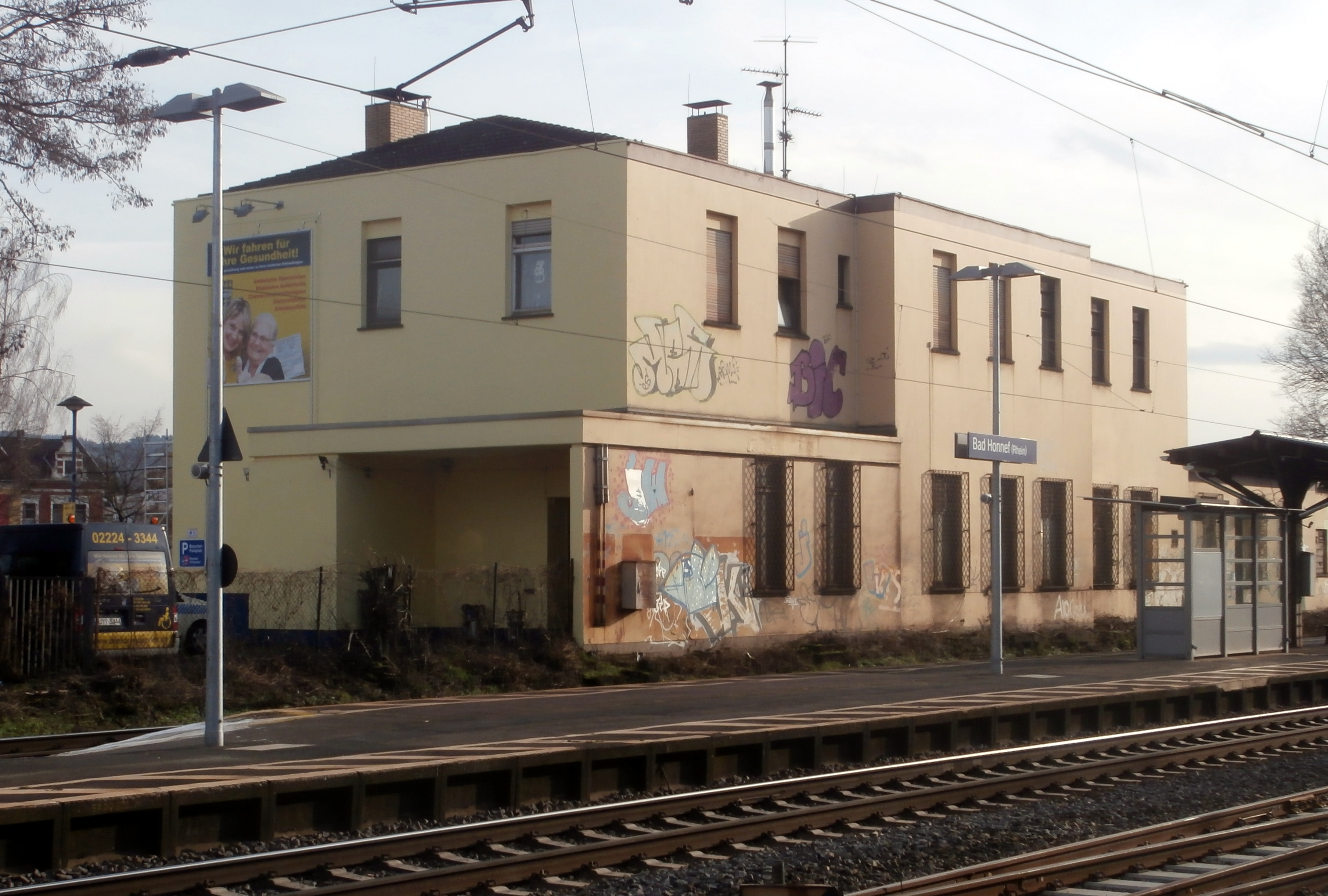
Empfangsgebäude, Rückseite (2014)
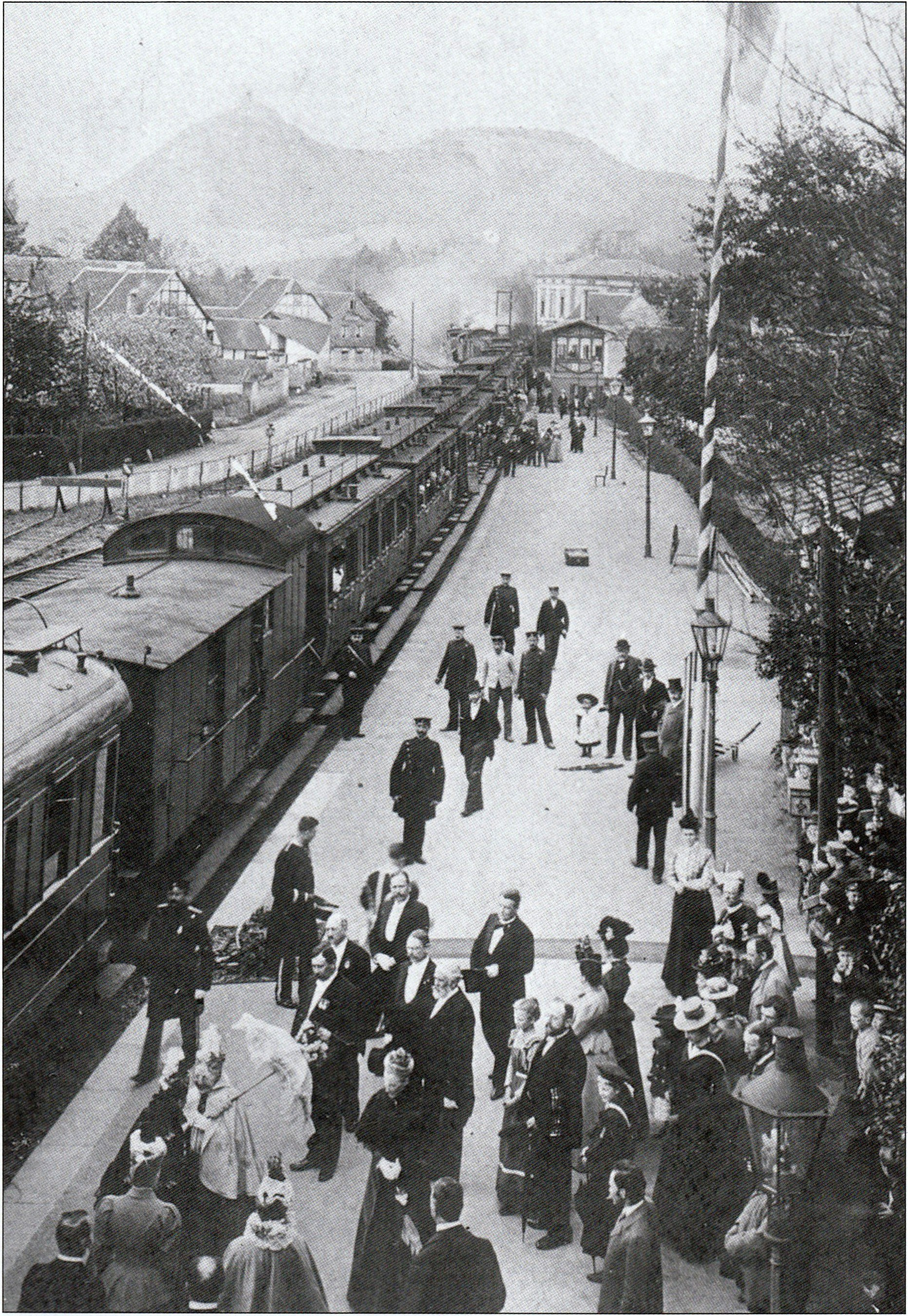
Empfang des schwedischen Königspaars (1902)

## Bedienung
Im Fahrplan 2022/2023 wird der Bahnhof von den Linien RE 8 und RB 27 bedient:
| Linie | Verlauf | Takt   |
| ----- | --- | ------ |
| RE 8  | Rhein-Erft-Express: (Mönchengladbach Hbf – Rheydt Hbf – Rheydt-Odenkirchen – Hochneukirch – Jüchen – Grevenbroich –)* Rommerskirchen – Stommeln – Pulheim – Köln-Ehrenfeld – Köln Hbf – Köln Messe/Deutz – Porz (Rhein) – Troisdorf – Friedrich-Wilhelms-Hütte – Menden (Rheinl) – Bonn-Beuel – Bonn-Oberkassel – Niederdollendorf – Königswinter – Rhöndorf – Bad Honnef (Rhein) – Unkel – Linz (Rhein) – Bad Hönningen – Rheinbrohl – Neuwied – Urmitz Rheinbrücke – Koblenz-Lützel – Koblenz Stadtmitte – Koblenz Hbf * nur werktags Stand: Fahrplanwechsel Dezember 2023                                | 60 min |
| RB 27 | Rhein-Erft-Bahn: Mönchengladbach Hbf – Rheydt Hbf – Rheydt-Odenkirchen – Hochneukirch – Jüchen – Grevenbroich – Rommerskirchen – Stommeln – Pulheim – Köln-Ehrenfeld – Köln Hbf – Köln Messe/Deutz – Köln/Bonn Flughafen – Troisdorf – Friedrich-Wilhelms-Hütte – Menden (Rheinl) – Bonn-Beuel – Bonn-Oberkassel – Niederdollendorf – Königswinter – Rhöndorf – Bad Honnef (Rhein) – Unkel – Erpel (Rhein) – Linz (Rhein) – Leubsdorf (Rhein) – Bad Hönningen – Rheinbrohl – Leutesdorf (Rhein) – Neuwied – Engers – Vallendar – Koblenz-Ehrenbreitstein – Koblenz Hbf Stand: Fahrplanwechsel Dezember 2023 | 60 min |